# Doe De Dub
 Doe De Dub met de alternatieve aanvullende titel: Discodubversie, is een album van de Nederlandse popgroep Doe Maar, uitgebracht in 1982. Het was het vierde album van de groep.
De plaat, is een remixversie van Doris Day en andere Stukken. Henny Vrienten en producer Peter Vincent maakte de plaat volgens het 'dub'-principe, een remixtraditie die stamt uit Jamaica. Daar werden met grote bandrecorders bekende reggaehits bewerkt en voorzien van allerhande effecten waarbij echo en galm de populairste waren. Meestal werden daarbij veel zangpartijen weggelaten. Het instrumentale resultaat werd op Jamaica veelal op B-kantjes van singles uitgebracht. Ook Doe Maar werkte volgens dit principe maar bracht de dubs ook uit op elpee. Ondanks het feit dat 'Doe de dub' in beperkte oplage verscheen, is het een van de eerste dubplaten in Nederland en in elk geval de bekendste.
In 1999 werd de plaat opnieuw uitgebracht op cd in een geremasterde versie.

## Nummers
| Nr. | Titel                   | Schrijver(s)                  | Duur |
| --- | ----------------------- | ----------------------------- | ---- |
| 1.  | Situatie                | Ernst Jansz                   | 4:19 |
| 2.  | Help (Radeloos)         | Henny Vrienten                | 5:41 |
| 3.  | Kaa (Nachtmerrie)       | Ernst Jansz, Joost Belinfante | 3:54 |
| 4.  | All E.S. (Is dit alles) | Henny Vrienten                | 5:24 |

| Nr. | Titel               | Schrijver(s)   | Duur |
| --- | ------------------- | -------------- | ---- |
| 1.  | Winnetou (Winnetou) | Jan Hendriks   | 5:45 |
| 2.  | 1+1=3 (Tijd genoeg) | Ernst Jansz    | 6:45 |
| 3.  | Oké (Okee)          | Henny Vrienten | 6:51 |